# Caenonetria perdita
Caenonetria perdita là một loài nhện trong họ Linyphiidae.
Loài này thuộc chi Caenonetria. Caenonetria perdita được Alfred Frank Millidge & Anthony Russell-Smith miêu tả năm 1992.